# Morăreni (okręg Marusza)
Morăreni – wieś w Rumunii, w okręgu Marusza, w gminie Rușii-Munți. W 2011 roku liczyła 375 mieszkańców.